# ورودی ونکولا
ورودی ونکولا (به لاتین: Varudi-Vanaküla) یک روستا در استونی است که در دهستان سومرو واقع شده‌است.

## خصوصیات
ورودی ونکولا ۴۵ نفر جمعیت دارد.